# Älgjakten (film, 1937)
Älgjakten (även Kalle Anka på älgjakt) (engelska: Moose Hunters) är en amerikansk animerad kortfilm med Musse Pigg från 1937.

## Handling
Kalle Anka och Långben har klätt ut sig till älg, med Långben som framdel och Kalle som bakdel, i syfte att locka fram en älg till Musse Pigg. Uppdraget visar sig vara svårare än vad de anat, när de alla tre råkar i trubbel med älgar.

## Om filmen
Filmen är den 93:e Musse Pigg-kortfilmen som producerades och den fjärde som lanserades år 1937.

### Svensk distribution
Filmen hade svensk premiär den 29 december 1937 och visades på biografen Spegeln i Stockholm.
Filmen hade svensk nypremiär den 3 april 1945, denna gång under titeln Kalle Anka på älgjakt.

## Rollista i urval
- Walt Disney – Musse Pigg
- Clarence Nash – Kalle Anka
- Pinto Colvig – Långben[4]